# Parafia Zmartwychwstania Pańskiego w Belfort
Parafia Zmartwychwstania Pańskiego – parafia prawosławna w Belfort. Należy do dekanatu Francji wschodniej Arcybiskupstwa Zachodnioeuropejskich Parafii Tradycji Rosyjskiej Patriarchatu Moskiewskiego.
Parafia została założona w marcu 1927 r. przez rosyjskich białych emigrantów. Obecna cerkiew parafialna została zbudowana w latach 1990–1992 i poświęcona w 1994 r.
Nabożeństwa są celebrowane w języku francuskim, według kalendarza juliańskiego.
Proboszczem jest ks. Alexis Meistermann.